# ViVi (singolo)
ViVi è il quinto singolo del girl group sudcoreano Loona, pubblicato nel 2017 dalla cantante ViVi come parte del progetto di pre-debutto.

## Tracce
Testi di Yoon Young-min, Child's Play, Kim Nam-young.
1. Everyday I Love You (feat. HaSeul) – 3:28 (musica: Child's Play, Yoon Young-min, Kim Nam-young, Melody Workshop)
2. Everyday I Need You (feat. JinSoul) – 3:10 (musica: Yoon Young-min, Child's Play, Kim Nam-young)

## Classifiche
| Classifica (2017) | Posizione massima |
| ----------------- | ----------------- |
| Corea del Sud     | 14                |